# اوگنی (سرزمین آلتای)
اوگنی (به لاتین: Ogni) یک منطقهٔ مسکونی در روسیه است که در سرزمین آلتای واقع شده‌است.